# Редково
Редково — деревня в Козельском районе Калужской области. Входит в состав Сельского поселения «Село Бурнашево».
Расположено примерно в 9 км к северо-западу от села Бурнашево.

## Население
На 2010 год население составляло 6 человек.